# Энглеберт, Гаэтан
Гаэтан Энглеберт (нидерл. Gaëtan Englebert; род. 11 июня 1976[…], Льеж, Валлония) — бельгийский футболист, известный по выступлениям за бельгийский клуб «Брюгге». Участник Чемпионата мира 2002. В настоящее время спортивный директор и главный тренер клуба «Льеж», а также - помощник в юношеской сборной Бельгии.

## Карьера

### Клубная
Энглеберт начал играть профессионально в местном футбольном клубе Льеж, проведя почти десять лет в молодёжной системе. В 1997 году, после одного сезона, он перешёл в Сент-Трюйден, где он дебютировал в Про Лиге.
Два года спустя Гаэтан подписал контракт с Брюгге. Был одним из самых сильных игроков полузащиты клуба. В целом, он сыграл в 257 матчах и забил 22 голов.
В возрасте 32 лет, Энглеберт переезжает во Францию, где сыграл 3 года. С 2008 по 2010 выступал за Тур. 31 августа 2010 года перешёл в другой клуб из Лиги 2, Мец.
В июле 2011 года Гаэтан вернулся в Бельгию и присоединился к клубу из третьего дивизиона, Коксид.

### Сборная
Энглеберт сыграл девять матчей за сборную Бельгии. Первый матч состоялся 28 февраля 2001 против Сан-Марино на Квалификации на ЧМ-2002 (10-1 в Брюсселе).
Сборная дошла до финальной стадии чемпионата мира 2002, проходившего в Южной Корее/Японии. Гаэтан был включен в список 23 игроков сборной, но во всех матчах просидел на скамейке запасных.

## Достижения
- Про Лига: 2002-03, 2004-05
- Кубок Бельгии: 2001-02, 2003-04, 2006-07
- Суперкубок Бельгии: 2002, 2003, 2004, 2005